# Ernst Girmann
Martin Louis Karl Ernst Girmann (* 1. Juli 1896 in Northeim; † 17. März 1969 ebenda) war ein deutscher Politiker (NSDAP) und Bürgermeister von Northeim (1934–1945).

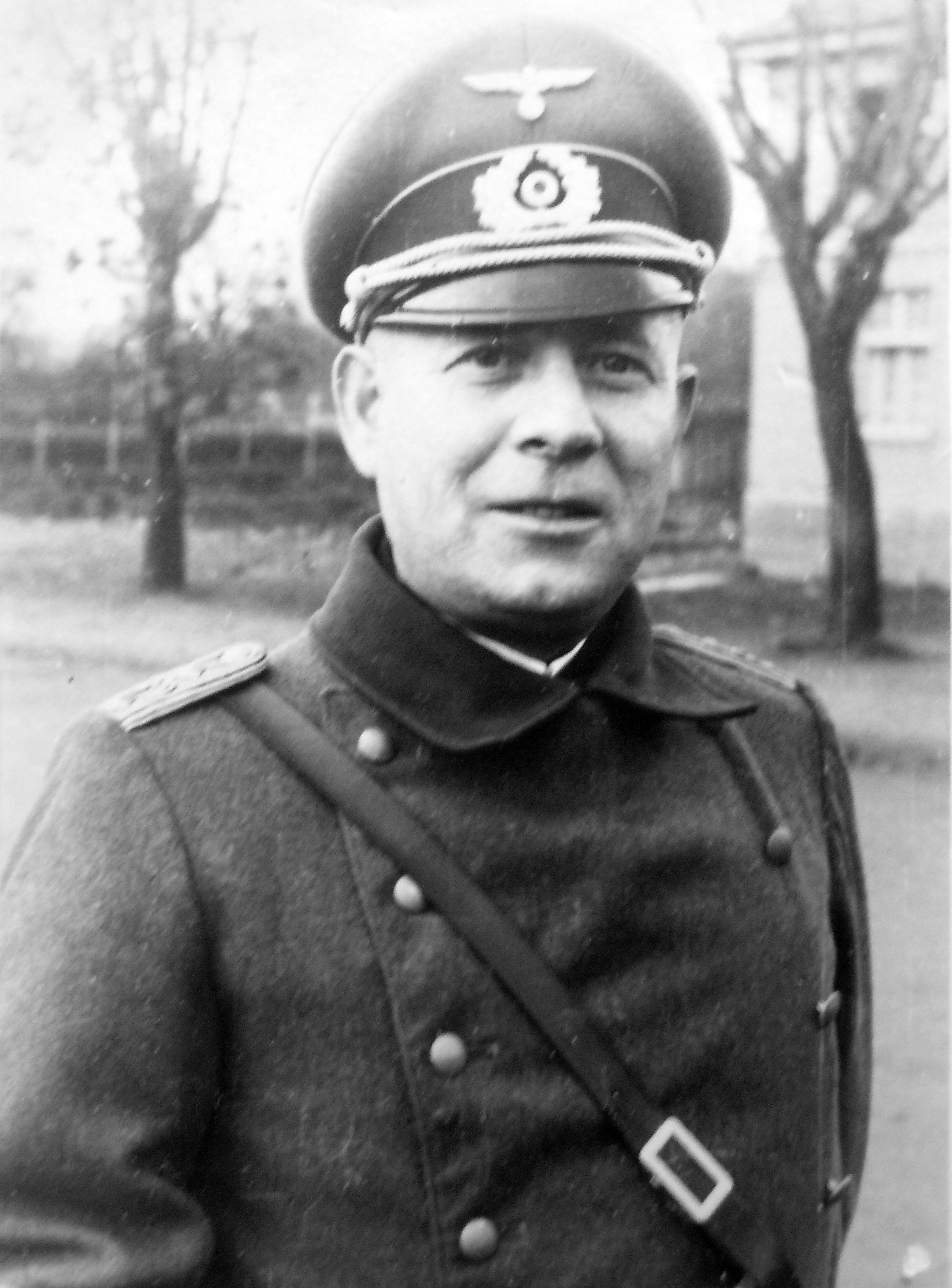
Ernst Girmann 1939 in Wehrmachtsuniform

## Leben
Martin Louis Karl Ernst Girmann wurde am 1. Juli 1896 als Sohn des Kaufmanns und Northeimer Bürgervorstehers Emil Friedrich Girmann (1867–1934) und der gebürtigen Hildesheimerin Caroline Marie, geb. Helmke (1871–1944), in Northeim geboren. Er hatte noch zwei Brüder, von denen der eine während des Ersten Weltkrieges fiel.
Ostern 1914 verließ er nach der Untersekunda auf Druck seines Vaters das Gymnasium Corvinianum in Northeim, um bei der Firma Küster & Johannsen in Göttingen eine Lehre zum Kaufmann zu beginnen und erfolgreich abzuschließen. Anschließend trat er als Freiwilliger in das Königin Augusta Garde-Grenadier-Regiment Nr. 4 in Berlin ein, nahm an den Kämpfen des Regiments im Osten und Westen teil, wurde mehrfach verwundet und schließlich als Leutnant am 7. Dezember 1918 aus dem Militärdienst in Berlin entlassen. Darauf schloss er sich dem Unteroffiz.-Bataillon Suppe (Reste des 4. Garde-Regiments) an, das später im Freiwilligen-Regiment Reinhard aufgeht, wobei er zunächst an den Weihnachtskämpfen (1918) teilnahm, dann an der Niederschlagung des Spartakusaufstands und kurz darauf auch an den Märzkämpfen (1919) in Berlin beteiligt ist. Anschließend ist er in der Dienststelle der Zentralstelle des Grenzschutzes Ost (Zegrost) in Berlin tätig, ehe er noch im Laufe des Jahres 1919 in seine Heimatstadt Northeim zurückkehrte.
Der gelernte Kaufmann und spätere Hauptmann der Reserve heiratete am 20. Juni 1920 Minna Charlotte (Lotti) Ohnesorge (1897–1969) aus Northeim.
In der Frühzeit der Weimarer Republik wurde Girmann zunächst im Jungdeutschen Orden (Jungdo) politisch aktiv. Dort avancierte er alsbald zum Großmeister. Nach dem vorübergehenden Verbot des Ordens 1922 wurde er Mitglied der NSDAP und begründete in Northeim eine Ortsgruppe der Northeimer Nationalsozialisten unter dem eingetragenen Verein „Deutsche Arbeitergemeinschaft in Northeim“. Zum ersten Ortsgruppenleiter wurde sein Bruder Karl Girmann bestimmt, der die Leitung aber bereits 1923 seinem jüngeren Bruder Ernst überließ. Der neu gegründeten Partei trat Girmann zum 11. Mai 1925 bei (Mitgliedsnummer 4.294).

### Northeimer Bürgermeister
Im März 1933 wurde er als zweiter Vorsitzender der Bürgerlichen Vereinigung und Senator zum kommissarischen Bürgermeister seiner Heimatstadt eingesetzt. Im Sommer 1933 zählte die Northeimer NSDAP nunmehr 1.200 Parteigenossen, dazu 450 aktive SA-Männer, 150 SA-Reservisten, 140 SS-Männer, 150 Hitlerjungen und 300 Angehörige des Jungvolks. Darunter waren ca. 600 Mehrfachmitgliedschaften. Trotzdem konnte die Ortsgruppe mit 1.500 Northeimern etwa ein Fünftel der erwachsenen Bevölkerung der Stadt zu ihren Reihen zählen. Nach der Amtsenthebung des demokratischen Bürgermeisters Richard Peters wurde Girmann am 8. Juni 1934 vom Hildesheimer Regierungspräsidenten Hermann Muhs zum hauptamtlichen Bürgermeister mit zwölfjähriger Amtszeit ernannt, obwohl er die damals geltenden rechtlichen Voraussetzungen hierfür eigentlich nicht besaß. Er gab daraufhin den Vorsitz der NSDAP-Ortsgruppe Northeim ab, die aufgrund der stark gestiegenen Mitgliederzahl nun zweigeteilt wurde.
Ernst Girmann gehörte zum dezidiert kirchenfeindlichen Flügel der NSDAP, obwohl die große Mehrheit der Mitglieder seiner Ortsgruppe der Evangelisch-Lutherischen Landeskirche angehörte. In einem Brief an einen Freund schrieb er 1934, dass er entschlossen sei, „den ganzen Glauben der Prediger durch unseren Glauben an Hitler zu besiegen“. Sein Vorgehen gegen die evangelische Kirche scheiterte allerdings. Der Kirchenbesuch nahm zu und eine lutherisch geprägte Gruppe innerparteilicher Gegner um den Alten Kämpfer Wilhelm Spannaus beschwerte sich beim Gaugericht über Giermanns Amtsführung. Das Gaugericht gab den Beschwerdeführern Recht und untersagte dem Bürgermeister ein weiteres Vorgehen gegen die evangelische Kirche. Erfolgreicher war Girmanns Kampf gegen die kleine katholische Gemeinde Northeims. Bis 1938 gelang es ihm, trotz Protest des Bischofs von Hildesheim, bei den Landesschulbehörden die Schließung der kleinen katholischen Grundschule Northeims zu erwirken. Da die katholischen Grundschüler nun die evangelische Grundschule besuchen musste, beantragte Girmann bei den Behörden, die Letztere für konfessionslos zu erklären. Dem wurde stattgegeben, sodass Northeim seit April 1938 keine religiösen Schulen mehr aufwies.
Nach seinem Ausscheiden aus dem Amt 1945 lebte Girmann weiter in Northeim, ging seinem erlernten Beruf als Kaufmann nach und starb dort am 17. März 1969. Sein Grab befindet sich auf dem Northeimer Stadtfriedhof.